# Mick Karn
Mick Karn était un musicien et compositeur britannique d'origine chypriote né le 24 juillet 1958 à Nicosie et décédé le 4 janvier 2011 à Chelsea (Londres).
De son vrai nom Andonis Michaelides, il fut le bassiste du groupe Japan de 1974 à 1982. Après la séparation du groupe, il se lance dans une carrière solo et collabore entre autres avec le chanteur Peter Murphy au sein de Dalis Car et Kate Bush.
Mick Karn est considéré comme l'un des meilleurs bassistes du monde, reconnu notamment par sa pratique de la basse  (fretless).
En mai 2010, un cancer avancé lui a été diagnostiqué. Il est décédé le 4 janvier 2011.

## Discographie solo et collaborations
- 1982 : Titles
- 1983 : After a Fashion / Textures (single avec Midge Ure)
- 1984 : The Waking Hour (avec Peter Murphy, sous le nom « Dalis Car »)
- 1987 : Dreams of Reason Produce Monsters
- 1991 : Lonely Universe (avec Michael White, Michel Lambert et David Torn, sous le nom « Lonely Universe »)
- 1993 : Bestial Cluster
- 1993 : Beginning to Melt (avec Richard Barbieri et Steve Jansen)
- 1994 : Polytown (avec David Torn et Terry Bozzio)
- 1995 : The Tooth Mother
- 1998 : Liquid Glass (avec Yoshihiro Hanno)
- 1999 : ISM (avec Richard Barbieri et Steve Jansen)
- 2000 : Each Eye a Path
- 2001 : Playing in a Room with People (avec Richard Barbieri et Steve Jansen)
- 2003 : Each Path a Remix
- 2003 : Each Eye a Remix
- 2004 : More Better Different
- 2006 : Three Part Species
- 2009 : The Concrete Twin